# سه مصیبت
| بررسی انتقادی | بررسی انتقادی |
| منبع          | رتبه‌بندی      |
| ------------- | ------------- |
| آل‌میوزیک      | [ ۱ ]         |

سه مصیبت (به انگلیسی: The Three Calamities) سومین و آخرین آلبوم استودیویی از سوئیچ‌بلید سمفونی می‌باشد. این آلبوم در جدول‌های سی‌ام‌جی آرپی‌ام ایالات متحده به رتبهٔ ۲۵ دست یافته‌است.